# Ванево
Ванево (підляський говір. Ванево), (пол. Waniewo) — село в Польщі, у гміні Соколи Високомазовецького повіту Підляського воєводства.
Населення — 139 осіб (2011).
Відстань до Білостока 25 км, до кордону з Білоруссю 94 км.
У 1975-1998 роках село належало до Ломжинського воєводства.

## Історія
Ймовірно, території були населені русинами ще за часів Київської Русі.
Уперше писемно згадується 1447. XV церква Святої Ганни, міст і замок на річці Нарев. Після смерті брата 1560 року Юрій Юрійович Слуцький став єдиним спадкоємцем Слуцької волості. Дружина привнесла Мав Ванево (Підляшшя, 6 фільварків, 18 сіл).

## Демографія
Демографічна структура станом на 31 березня 2011 року:
|          | Загалом | Допрацездатний вік | Працездатний вік | Постпрацездатний вік |
| -------- | ------- | ------------------ | ---------------- | -------------------- |
| Чоловіки | 67      | 5                  | 49               | 13                   |
| Жінки    | 72      | 7                  | 39               | 26                   |
| Разом    | 139     | 12                 | 88               | 39                   |

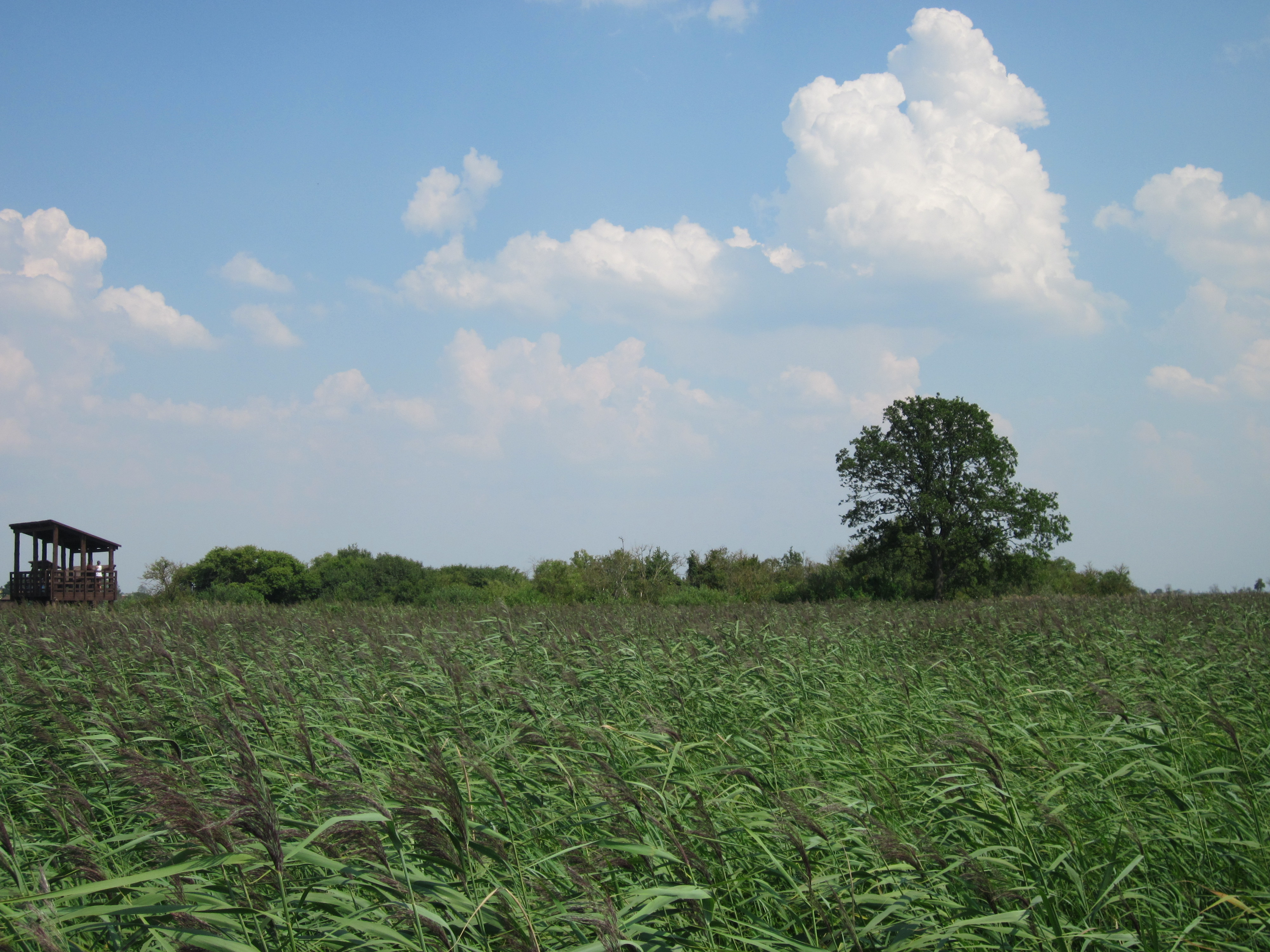
Замок
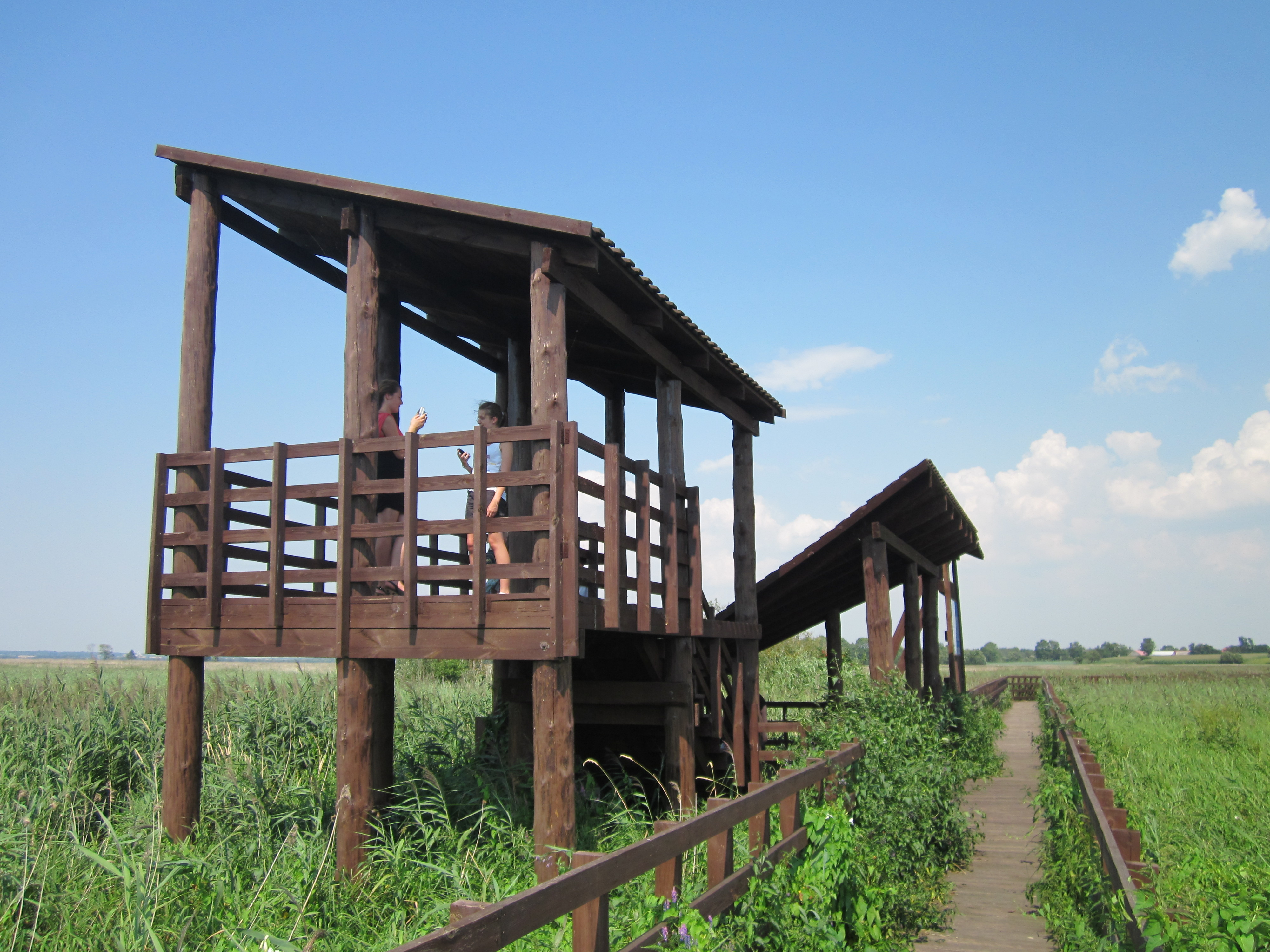
Вежа
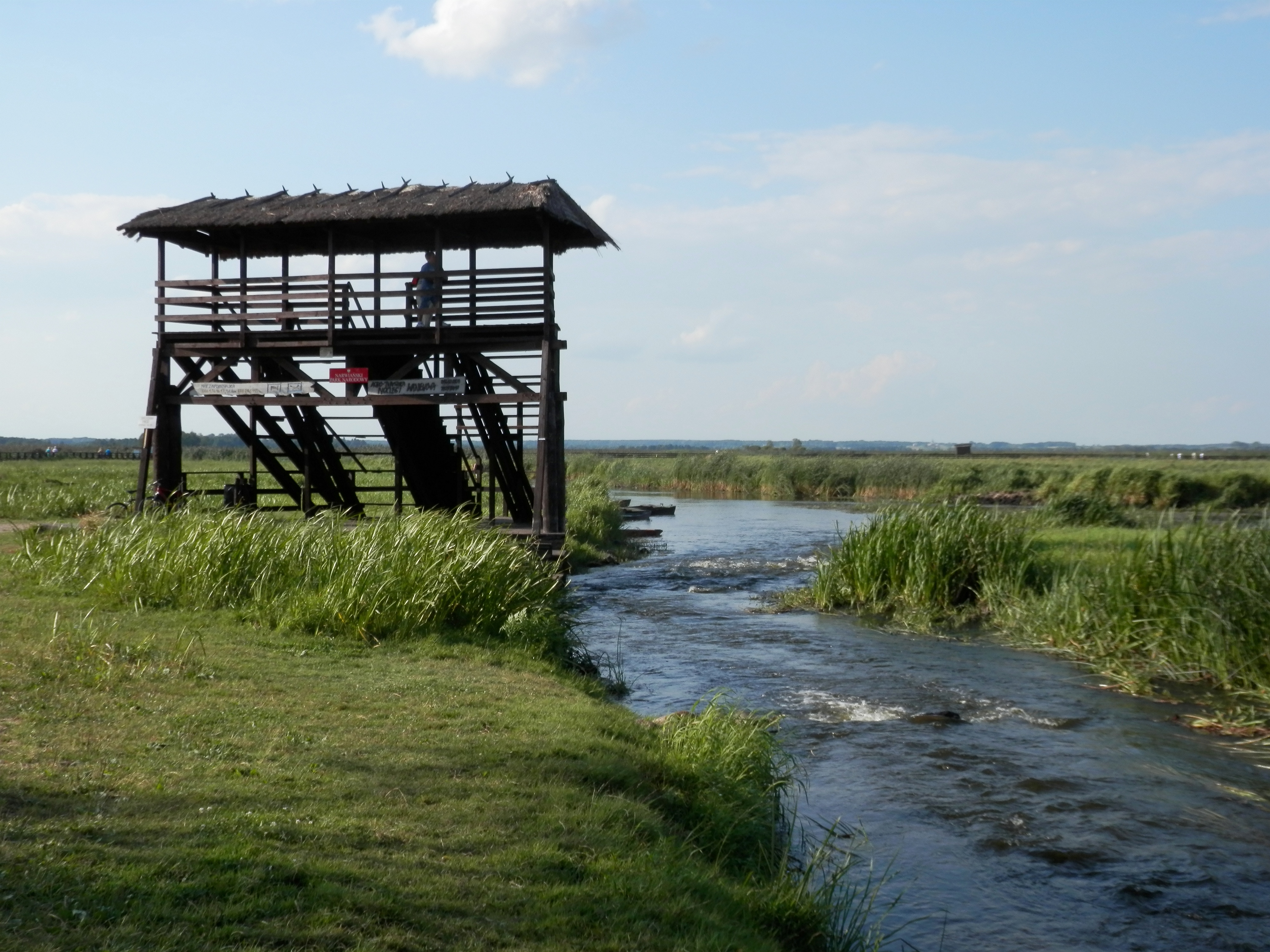
Нарев
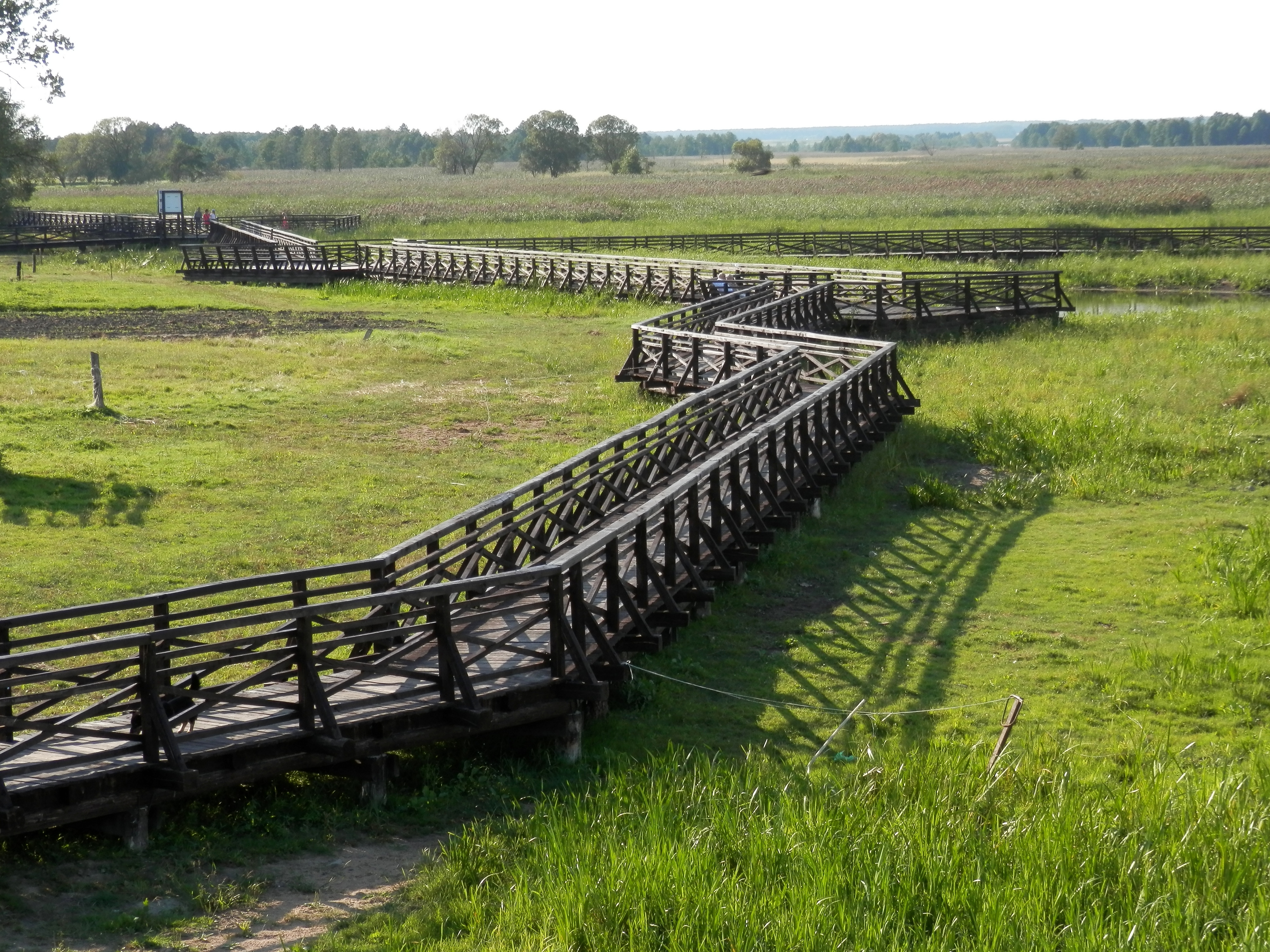
Нарвянський національний парк
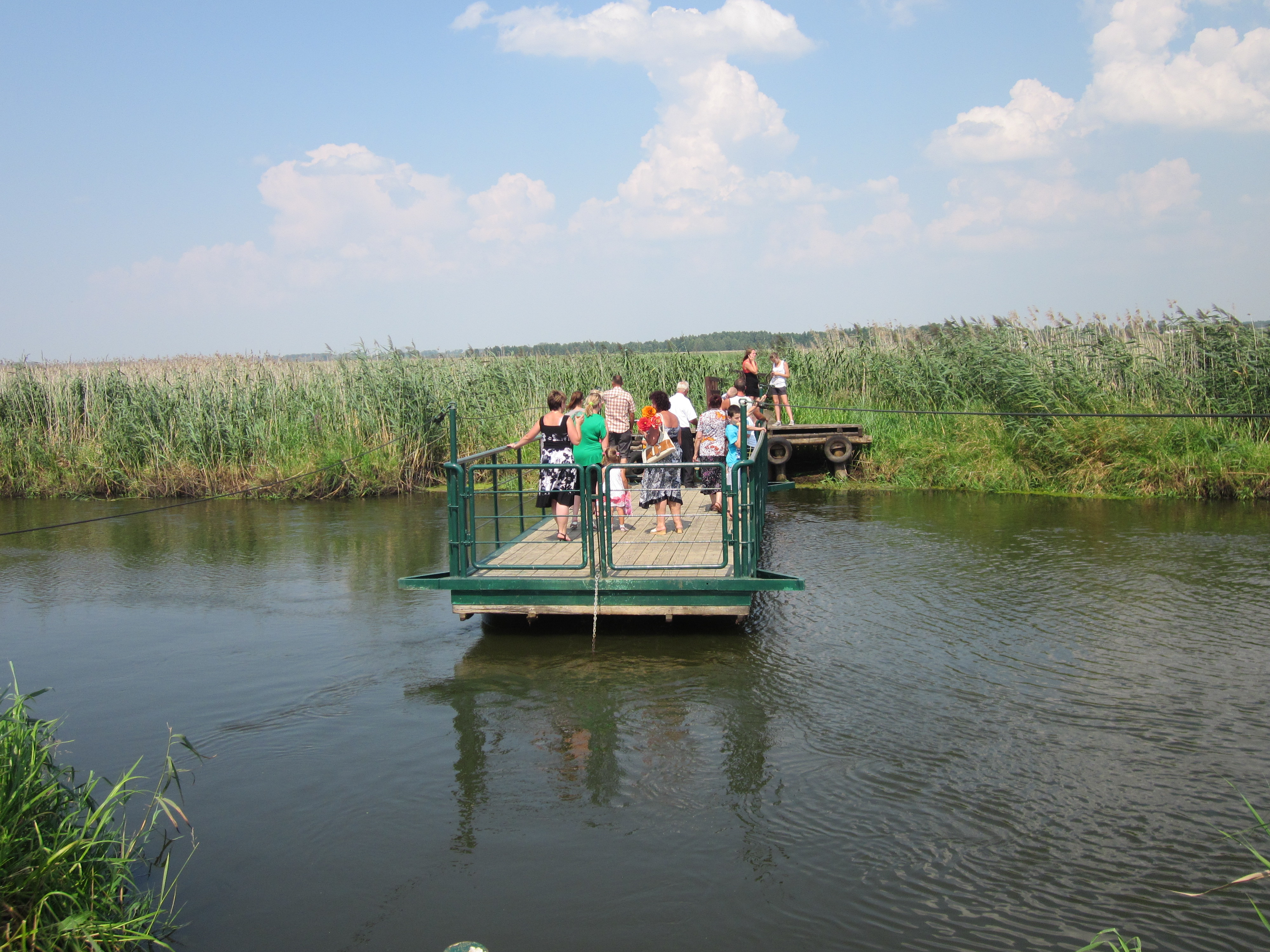
Національний природний парк
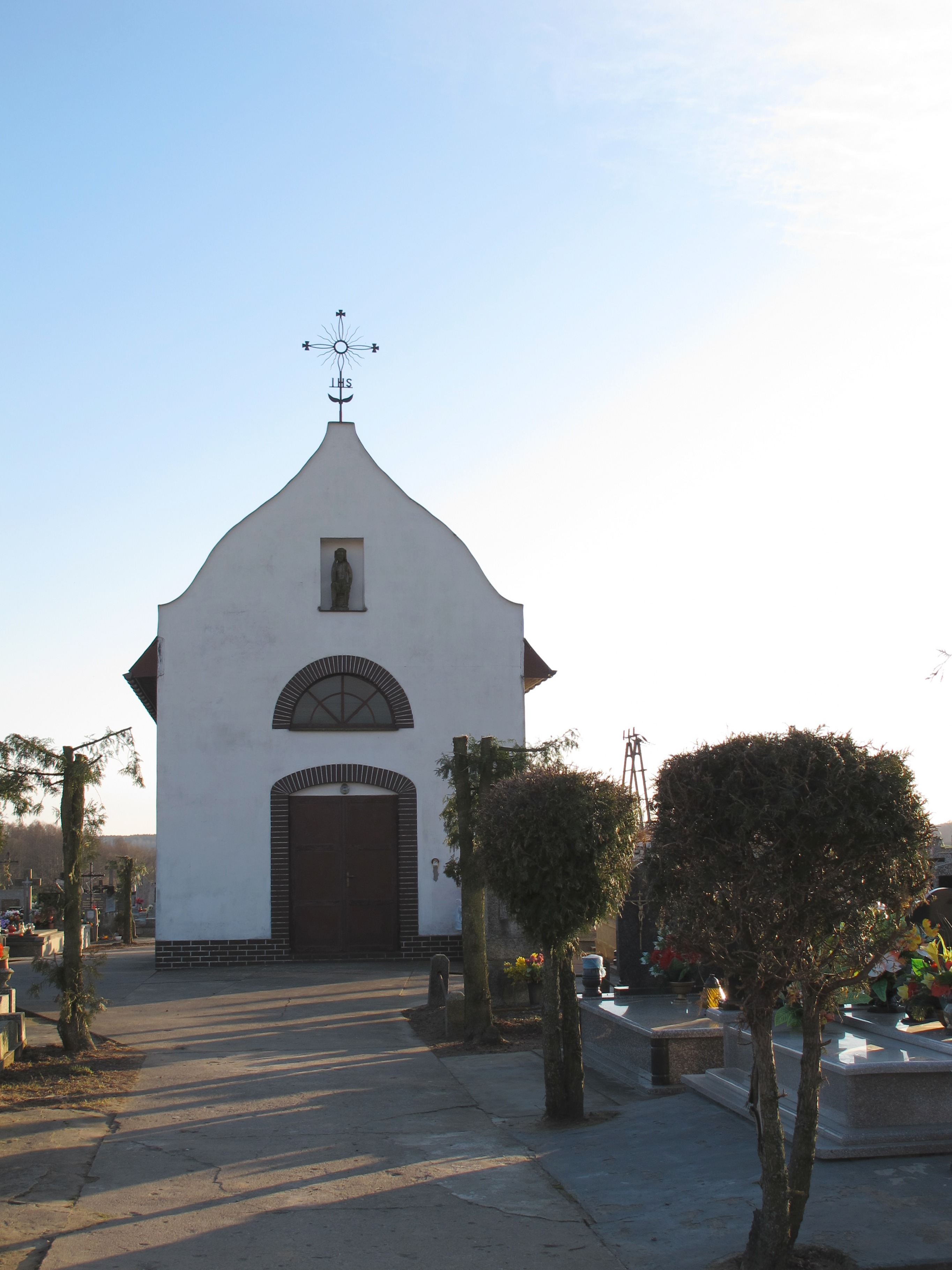
Каплиця
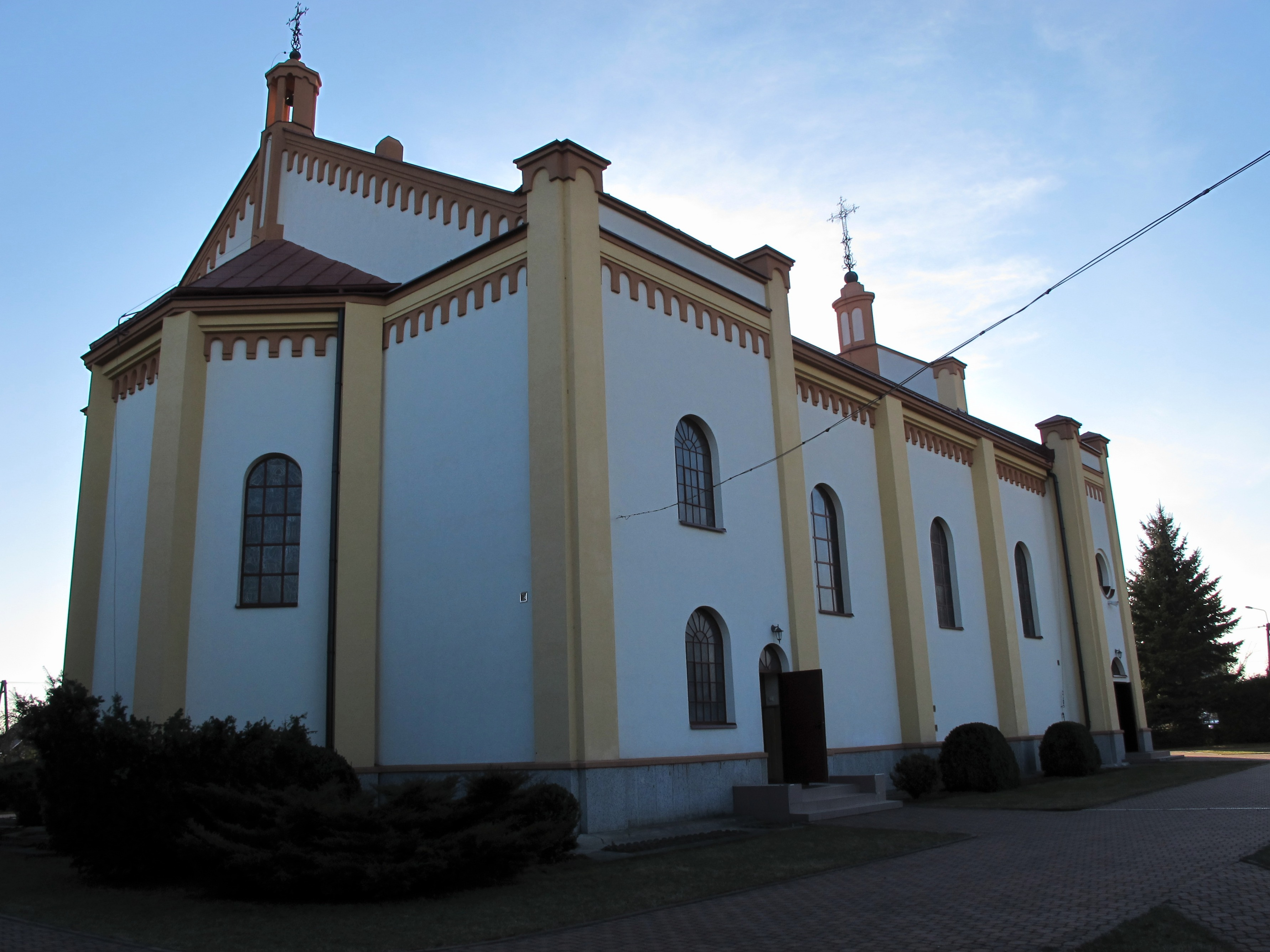
Храм
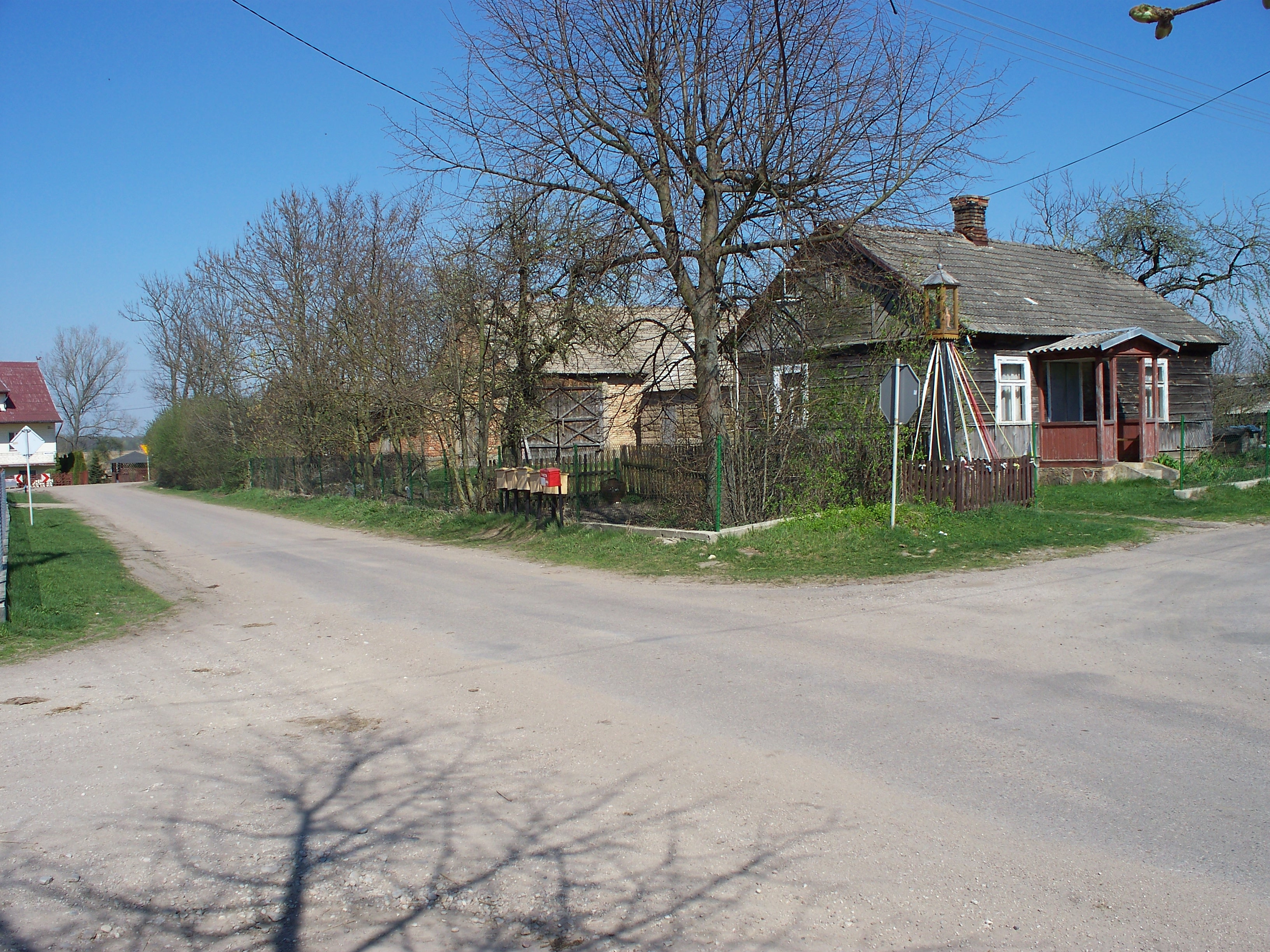
Місто XVI